# Killer in viaggio
Killer in viaggio (Sightseers) è un film del 2013 diretto da Ben Wheatley.
Gli interpreti protagonisti, Alice Lowe e Steve Oram sono anche gli sceneggiatori, con l'aggiunta di materiale da parte di Amy Jump di questo thriller britannico intriso di umorismo nero. 
Il film è stato selezionato per essere proiettato nella Quinzaine des Réalisateurs al Festival di Cannes 2012.

## Trama
Chris è un aspirante scrittore che porta con sé la fidanzata Tina per un viaggio in giro per l'Inghilterra. In una delle prime tappe, Chris intima a un uomo di raccogliere una carta che ha appena buttato per terra ma questi gli risponde alzando il dito medio. Tornati alle loro auto, Chris investe quell'uomo in retromarcia con la propria roulotte uccidendolo. Tina resta scossa dall'accaduto ma i due, dopo le formalità di rito, continuano senza troppi indugi il loro viaggio.
In un parcheggio attrezzato per roulotte i due incontrano una coppia, Janice e Ian, con la quale fanno conoscenza. Hanno uno splendido caravan, lui è un ottimo scrittore, e il loro cane Banjo è identico all'amato Poppy che Tina ha perso tragicamente da poco. La mattina presto Chris segue Ian che sta andando a fare una passeggiata con il cane, e lo colpisce in testa con una pietra uccidendolo e scaraventandolo poi in un dirupo. Tina vede vagare il cane di Ian, e senza farsi scrupoli lo prende mentre Chris si preoccupa di andarsene alla svelta.
Tina viene a sapere della morte di Ian in una stazione di servizio e, mettendo insieme alcuni elementi, scopre che ad ucciderlo è stato Chris, che confessa. In un grande parco archeologico considerato di patrimonio mondiale, Banjo fa i suoi bisogni proprio mentre passa un turista che dice con risolutezza a Tina di rimuovere le feci. Chris arriva e incoraggia la compagna ad affermare che l'uomo abbia tentato di violentarla. Il turista, stizzito, fa per allontanarsi ma Chris lo raggiunge e colpisce ripetutamente con un bastone. Quindi lo finisce con un masso, e poi inscena l'opera di un maniaco. Tina, dapprima impaurita, non si cura tanto dell'assassinio quanto di come la vena creativa del suo compagno possa beneficiarne, essendone lei la musa.
In una nuova area per roulotte, Chris socializza con Martin, un ingegnere di caravan che sta testando un mini-caravan che può essere collegato al retro di una bicicletta. Durante una cena romantica in un ristorante, Tina va in bagno, e al ritorno trova Chris intento a baciare una ragazza seduta sulle sue gambe. Si tratta di una futura sposa, che sta dando l'addio al nubilato con un gruppo di amiche, tutte un po' brille. Tina non capisce la situazione e, lasciandosi trasportare dalla gelosia, segue la ragazza fuori dal ristorante e la spinge in un dirupo dove resta uccisa. Chris capisce subito quanto avvenuto ed è molto contrariato.
La mattina seguente Chris preferisce dare una mano al suo nuovo amico Martin piuttosto che accompagnare Tina all'attrazione turistica prevista per quel giorno. Mentre lui si diverte lei fa il suo giro desolatamente sola e meditando di lasciare il suo compagno. Piangendo, chiama sua madre e sta per confessare gli omicidi, ma sua madre riattacca. Tornati insieme, Tina cerca di sedurre Chris parlando di omicidi, ma lui non gradisce affatto.
Il giorno dopo Chris si sveglia nella roulotte scoprendo che Tina è alla guida. Lui la chiama e le dice di accostare. Tina, colta da un inspiegabile raptus, nota un uomo fare jogging sul ciglio della strada e lo investe uccidendolo. Chris è esterrefatto e contrariato allo stesso tempo, mentre Tina lo apostrofa, parlando delle somiglianze del primo omicidio, definendolo anche il primo omicidio "che hanno fatto insieme".
La radio informa che la polizia ha trovato il corpo della ragazza e che i ricercati corrispondono alla loro descrizione. Giunti nei pressi di un rilievo Chris decide di accamparsi e sembra felice di vedere un ponte in lontananza. Quando una grandinata li fa tornare dentro in roulotte, Chris si addormenta e Tina così guarda di nascosto il suo taccuino. Trova un disegno di lei e Chris in piedi sul ponte, e si rende conto che Chris ha pianificato di suicidarsi buttandosi dal ponte insieme a lei.
Poco dopo, Martin arriva sulla sua bici con il suo mini-caravan e Banjo. Mentre Chris è fuori, lei cerca di sedurre Martin, ma dice al compagno che è l'amico ad aver tentato delle avance dicendole delle volgarità. Chris dice che non ha alcun problema con lui e dice a Martin di tornare al suo mini-caravan. Tina non sopporta più la situazione e, uscita, spinge il mini-caravan con dentro Martin, giù da una rupe. Come se niente fosse dice poi a Chris che il problema è finito. Questi corre fuori e scopre che l'amico è morto. Ne nasce un battibecco che trascende in una colluttazione, ma i due finiscono poi per fare l'amore.
Chris dà fuoco alla roulotte poi bacia appassionatamente Tina. Corsi verso il ponte con Banjo, si fermano un attimo a ululare e salgono fin sul ciglio della sporgenza, tenendosi mano nella mano. Chris chiede a Tina se abbia goduto della vacanza e lei dice che è stata splendida. Lui si scusa per gli insulti e le chiede se lei vuole davvero farlo. Proprio mentre lui fa un passo verso il vuoto, Tina lascia andare la sua mano, guardandolo mentre cade e schiantandosi muore.

## Produzione
I personaggi si sono riuniti sette anni prima che il film uscisse, come Lowe e Oram che si sono scambiati storie basate sulle loro comuni esperienze di vacanza fatte nell'infanzia. Tuttavia, il lancio veniva rifiutato per via di un'atmosfera troppo dark, finché Lowe ha messo on-line il racconto e ha inviato il link a Edgar Wright, con il quale aveva lavorato su Hot Fuzz. Wright diede via libera al progetto, così Lowe e Oram hanno fatto altre ricerche e hanno fatto una vacanza in caravan per approfondire i ruoli che avrebbero dovuto interpretare nel film e i luoghi dove avrebbero fatto le riprese. Ben Wheatley disse che tutti i luoghi stabiliti erano stati molto utili, anche dopo che loro spiegarono la natura del film, perché "hanno cercato di fare in modo che fossi aperto e leale su quei luoghi, e che non fossero oggetto di scherno."
I due protagonisti sono stati ispirati anche da Shakespeare a colazione.

## Accoglienza
L'accoglienza della critica è stata positiva, con un aggregatore di recensione Rotten Tomatoes che ha dato un punteggio dell'88% sulla base di 34 recensioni.
Peter Bradshaw ha recensito il film due volte per il The Guardian, il primo dopo la sua anteprima a Cannes, quando ha suggerito: "Wheatley potrebbe essere affetto dalla sindrome del terzo film: questo non è così misterioso e interessante, come lo era Kill List, i suoi effetti sono più ovvi come gli incontri tra gli antieroi concepiti secondo la loro natura, e la commedia dai caratteri gentili è un po' a disagio. Verso la fine, ho avuto la sensazione che in termini di carattere narrativo il film fosse a corto di idee - solo un po'". Tuttavia, pensò di nuovo alla sua uscita nelle sale e ha ammesso che "quando l'ho visto la prima volta, penso che potrei essere sceso dal letto dal lato giusto" poi disse "una seconda visione mi ha rivelato quanto superbe fossero le prestazioni senza sforzo di Steve Oram e Alice Lowe, che sono gli scrittori del film (che lavoravano con Wheatley e il co-sceneggiatore Amy Jump da lunga data), la cui capacità creativa rende il confronto con Kill List leggermente meno rilevante." Egli suggerisce una serie di parallelismi: "un confronto chiaro con Mike Leigh's e Nuts in May, e ci sono anche tracce di Victoria Wood e Alan Bennett, la cui delicatezza della commedia viene trasformata in qualcosa di spaventoso, portando a un'estetica Readers 'Wives squisitamente orribile", concludendo che "l'agghiacciante e il trasgressivo sono portati via con impassibile fiducia, è un distinto e brutalmente inquietante pezzo di lavoro." Kim Newman ha scritto nella rivista Empire che Killer in viaggio è una "miscela unicamente britannica di commedia straziante di disagio e risultante disgusto, ma non è così disorientante nel suo umore che cambia, come lo era Kill List ma altrettanto impressionante di un film." The Guardian ha chiesto a un redattore del Caravan Magazine la sua opinione sul film, che lo ha descritto come "assolutamente brillante", che riesce a catturare con precisione i dettagli delle vacanze in caravan.
Tuttavia, le lodi non sono state unanime. La conclusione di Nigel Andrews del The Financial Times è stata "Ci sono un paio di risate,...pochi cenni saggi, ma prima che la faticosa fine arriva e non va via."

## Riconoscimenti
- British Independent Film Awards 2012: miglior sceneggiatura
- Sitges - Festival internazionale del cinema fantastico della Catalogna 2012: miglior attrice (Alice Lowe) e miglior sceneggiatura